# 莱芜战役
莱芜战役，是1947年2月第二次国共内战期间，由中共领导的中国人民解放军华东野战军和国民政府领导的国民革命军在山东莱芜地区发生的一场战役，以国军惨重损失7万人的巨大胜利告终。

## 战前

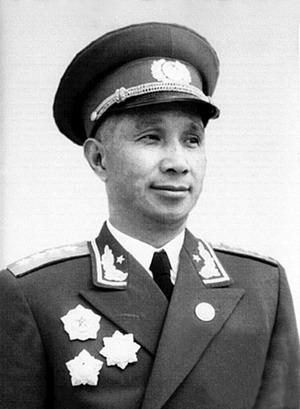
粟裕大将

鲁南战役后，国军集结兵力从苏北、济南两个方向南北夹击华东野战军，其中南线兵力63个团，北线兵力20多个团。
1947年2月2日，王耀武电令军长韩浚除77师驻邹平、长山、张店等待接防外，率其余各部由淄博防区移驻博山。2月4日，193师萧重光部开始由张博支路向博山输送，到博山后，立即出动担任修筑由博山至吐丝口公路的任务。2月7日，第二绥靖区副司令官李仙洲率领所部指挥所和七十三军军部及15师由博山出发，向莱芜以南30余华里的颜庄前进。博山距颜庄约120华里，2月9日方进驻颜庄。2月16日，王耀武调整部署，李仙洲总部及第七十三军的第15师、第193师自颜庄撤至莱芜地区。2月17日，王耀武执行国防部命令，又将第七十三军军部及第193师推进至颜庄。
华野副司令员粟裕决定避实击虚，以李仙洲为歼击目标。经过休整，华野以7个纵队于2月10日北上，採晝伏夜行的方式秘密向北行軍，藉此躲避國民黨飛機在戰區上空的日間偵查，同时以2个纵队留在南线伪装成华野全军对南线国军进行迷惑阻扰，使国军没有判明解放军北上的意图。国军持续南下，在解放军的抗击下，相继进占莱芜、临沂。
2月19日，王耀武发觉华野攻新泰、莱芜意图后，急令第77师迅速南下莱芜城增援，归还七十三军的建制；复令第七十三军军部率第193师自颜庄地区星夜北撤到莱芜城内。七十三军进驻莱芜城后，李仙洲即进行了兵力配置。十五师一个团占西关，西关突出部为团的重点配备；一个团占莱芜城及矿山，矿山为团的重点配备；一个团为师预备队，由其派出一个连据守安乐山。193师一个团占东关及北面高地，北面高地为团的重点配备；一个团扼守西盘寨(距莱城10余里，是莱芜城通向颜庄途中的一个要点）；一个团为师预备队，并由其派出一个连在矿山东侧村庄警戒。汶河南岸村庄，由两师各派出部分警戒小组；军炮兵营驻城内西北角广场，随时支援城外各部。

## 战役过程

### 解放军与国军第七十七师作战
2月20日晨6时第77师从博山城出发顺博莱路南下。二二九团在前，二三〇团及辎重营、卫生营等殿后，二三一团附师炮兵营、工兵营、通讯营、直属特务连、搜索连等居中。不久前，第四十六军、第七十三军率第15师、第193师刚刚由这条博莱公路通过。第77师以往与新四军、八路军多次作战，从来没有吃过大亏，入鲁以来，稳扎稳打，士气正旺，上上下下放松了戒备。20日上午10时许，第77师入了八纵、九纵设伏地区，其后尾脱离青石关后，早已预伏在大英章峪的鲁中军区警五团迅速抢占该关扎住伏击网的网底切断了退路。11时许，第77师先头部队进至王家庄时，华野八纵二十二师六十五团先头二营由东向西协同该团一营、三营在王家庄以北、燕子山以南地区阻敌前进，歼其一部，而后向燕子山进攻。经20分钟战斗，第77师前卫营已被歼大半，被俘80余人，余向燕子山方向逃窜。20日12时许，华野六十五团二营在右，一营在左，向燕子山开始压缩性进攻。因敌抢占了燕子山有利地形，二营、一营攻击严重受阻，团部只好下令停止进攻，调整部署，天黑以后趁夜色攻占燕子山。华野九纵势如猛虎下山向和庄之敌发起攻击，把和庄之敌切割成数段，二十五师前沿指挥所向纵队司令员许世友报告说："进展顺利，打起来和整训时演习差不多。"后卫团在携带全师辎重、行李过青石关后，听到和庄方向枪声、炮声、手榴弹爆炸声响成一片，知道先头部队受阻，有暂停前进或后撤之意。但未得上峰命令，不敢盲目行动。正当彷徨犹豫之际，接到师长田君健"火速前进，作为师的总预备队"的命令，只好负重前行，辎重、行李、车辆、马匹互相争道，道路常常为之堵塞，战地异常混乱，行动非常缓慢。20日16时，第77师全部被压缩到了玉皇顶、燕子山及其附近和庄、不动两村内。20日晚饭时，莱芜城的第七十三军军长韩浚听到从东北方向传来的隐隐约约的炮声，问军参谋长周剑秋，周才告诉韩浚："在下午3点钟时，曾接到七十七师师长田君健的无线电话说，他已奉司令官（指王耀武）的命令，由博山出发沿军部前进的道路向莱芜归还建制。通过博山西南约20余华里的青石关后，遭遇共军在山头山腹南北夹击，把几十里长的行军行列截成了数段，首尾不能兼顾，形成各自为战的局面。田师长本人率领师直属部队和两个营占领了一个小山头，但周围高地已被共军占领，居高临下，对之猛烈射击。在5个多小时的战斗中，弹药将尽，伤亡很重，形势危急万分。"
2月20日当晚华野八纵、九纵对玉皇顶、燕子山、和庄、不动村的总攻已开始了。玉皇顶位于和庄以东。20日16时许，七十七师后卫团进抵和庄地区后，即奉命占领玉皇顶及和庄西北高地，以掩护七十七师的侧背安全。但当进占上述山岭时，发现在此早已有了伏兵。为了抢占这些山地，双方部队战斗进行得非常激烈，黄昏时分后卫团一度攻占了玉皇顶的主峰。总攻开始后，九纵组织了对玉皇顶猛烈的反攻。七十七师指挥所设在和庄村南4公里的将军坟，田君健地认为师指挥所设在将军坟，是犯了地名之大忌，在战斗正酣之时，放弃对前沿阵地燕子山、普通部队的指挥，将指挥所撤回和庄。和庄阵地上的情况更是糟糕。深夜田君健见已无力回天，乃与李仙洲作了最后一次通话，希望李仙洲能速派增援部队前来解围。这时莱芜城已陷入重重包围之中，李仙洲回田君健说夜间情况不明，不便派人增援，并嘱田君健尽力支持到天亮。田君健调整作战部署，放弃和庄与玉皇顶一带阵地，集中兵力转移到距和庄西北4公里的樵岭固守待援。23时左右，九纵趁机攻占和庄。担任不动村主攻任务的是八纵二十三师。总攻前，纵队司令员王建安通过电话对二十三师师长陈宏说："敌人仓促退守，四面挨打，又没有坚固工事，军心十分惊慌，你师担任主攻任务，要猛打狠打，务必尽快解决战斗。"接到命令后，陈宏与其余师首长分析认为，吐丝口的战斗即将打响，不动之战若不速决，势必分散兵力、精力，牵扯大局。决定第六十八、六十九团同时从南面和东面猛攻普通。总攻开始后，敌依仗着围墙和美式装备殊死抵抗，攻击部队多次冲杀，均被密集火力阻挡。苦战两小时到8点钟左右，六十九团在炮火支援下先从正东突入村内，接着六十八团也由正南冲进，敌被分割成数段，但仍然连续组织反扑，火力相当猛烈,攻击部队不得不与敌展开逐屋争夺的巷战。由于战线较长，一些部队建制被打乱，给营连指挥造成困难。77师山炮营因失去步兵的掩护，被小股兵力乘虚突进阵地，美式山炮12门均被缴获。午夜，燕子山被八纵二十二师拿下后，不动村里的枪炮声仍响个不停。为尽快结束战斗，八纵司令员王建安命已攻占燕子山的二十二师所部投入攻击不动之敌的战斗。六十五团二营下山遭遇一个加强步兵连正在炮火掩护下向第77师山炮营阵地反扑之敌，经半个小时的冲杀，全歼该敌，缴获步兵炮2门、喷火器6具、步机枪70挺支，俘敌80余人。并在迂回包抄中解除敌一个辎重分队的武装，俘敌50多人，缴获马匹40余匹和大批炮弹。至天亮，全歼不动村守军。
21日晨，和庄、不动村战斗结束，少将副师长许秉焕以下被俘，仅200余官兵冲出重围。战斗转移至田君健退居的樵岭。解放军组织炮火猛烈轰击敌阵地半小时。樵岭是一座由红页岩夹杂部分花岗岩组成的石山，地质坚硬，挖掘工事困难，据守樵岭的国军只能选择山坑、洞穴、洼地藏身。炮火轰击时，造成大量岩石、弹片横飞，国军伤亡大。第77师参谋长就是在外出指挥所巡察阵地时被弹片击成重伤而死。师电台早在退守途中损坏，已无法与外界联系。21日上午11时许，2架P51式飞机自济南起飞，飞临和庄上空时见大批穿灰色军装国军正在被穿黄军装的解放军向南押送。2架飞机旋飞扫射，解放军开枪还击，标号为六三九号的飞机因滑润箱中弹被迫降落，飞行员被民兵捕获。21日17时许围攻樵岭的解放军发起更加猛烈的冲锋。田君健下令固守在山上核心阵地的部队向博山突围。最后副师长陈运武率领300余人逃回济南，其余官兵被歼，师长田君健于突围中被击毙。国军第77师係美械师，全师1万1千人，武器精良。其中大部分係美式装备，该师师属炮兵营装备美国M1A1 75毫米山炮12门，该师下辖3个步兵团，每个步兵团约3000人，每个团装备日造92式70毫米步兵炮6门，美式M3 37毫米战防炮4门，美式巴祖卡火箭筒6门，美式30重机枪24挺，美式勃朗宁轻机枪81挺，美M1 81毫米迫击炮24门，M2 60毫米迫击炮18门，27式50毫米掷弹筒54具，M1湯姆遜衝鋒槍200枝。21日下午，华野第一纵队攻占莱芜以西、以南诸村落，第六纵队歼灭了由青石桥南援口镇的一部国军。

### 解放军与李仙洲集团作战
20日22时，华野主力全线开始发起攻击。一纵（欠独立师）及八纵二十四师攻莱芜城之第七十三军（欠第77师），六纵（欠1个团）攻吐丝口第十二军之新编36师，四纵、七纵攻颜庄阻击第四十六军，十纵攻锦阳关切断敌之北逃退路。配合一纵的八纵第24师却未及时赶到。由于地形不熟和山区道路崎岖难行，担负切断颜庄、新泰与莱芜城国军之间联系任务的四纵和七纵也没有及时赶到预定位置，李仙洲趁机将颜庄、新泰之第七十三军、整46师向莱芜收拢。一纵叶飞司令员果断决定，一切服从全局，在几个兄弟纵队到达之前，坚决单独担负起包围李仙洲集团两个军的任务，命令部队迅速抢占莱芜城外围的有利阵地，紧紧压住敌人，防其突围。并部署一师攻占莱芜城北之安乐山高地和矿山、小洼地域；二师攻占城东之吴家花园、戴家花园等地；三师攻占城西大小曹村及城南曹家庄地域。当夜，六纵扫清了吐丝口外围，第十纵队一部抢占了锦阳关切断了李仙洲集团北逃的退路。
第四纵队、第七纵队于21日插至莱芜城、颜庄之间阻击位置。至此，莱芜城之敌已陷入重重包围境地。
21日拂晓，华野司令部估计莱芜城之敌天明后必将进行反扑，遂严令广大指战员抱定"人在阵地在"的信念，厉兵秣马，巩固已得阵地，打垮敌之反击。21日天亮后，李仙洲集团即以飞机、大炮掩护其步兵向一纵在莱芜城外阵地猛扑。李仙洲已意识到情况的严重性，加强对部队的指挥，令上级指挥人员一律到下级部队指挥督战。军长推进到师指挥所，师长到团指挥所，团长到营指挥所，以此类推，直至连排，以期增强斗志。但在华野强大防御网前，除城西小曹村因阵地未得以巩固外，其余阵地均得到有效巩固。
王耀武指示李仙洲突围。2月22日下午，国军第193师向城北做试探性突围。22日晚已占领了莱芜城北约10华里东起芹村、西至城北各大小高地。
2月23日晨6时许，韩浚按预定计划开始率七十三军突围，先头部队行军非常顺利，通过第193师城北占领的高地继续前进的时候，突然遭到了右侧方的火力猛袭。按照突围命令，东边（右侧）平行线上是齐头并进的四十六军，在四十六军主力的右边，应该还有强有力的侧卫部队。韩浚令先头部队暂时停止前进，严密注视战情，一面派人同四十六军联系。但据报，右边平行线上并没有四十六军的部队。经多次派参谋人员到后方去找，才知道四十六军还集结在东门外，并未前进。整编第四十六师师长韩练成在解放军安排下，策应解放军行动，在国军突围一开始，就离开了指挥位置，潜伏在莱芜城内一处碉堡中。韩浚回城见到李仙洲，李仙洲说："韩练成将部队集结之后，说进城去看看七十三军守城部队的情况，等他回来再下前进命令，现在等了好久，不知去向，故此全军尚未开始行动。"韩浚说："这不是可以儿戏的，我已按照命令行事，部队早已通过了第一道统制线，由于受到意外的侧击，已经吃亏不小。如果不遵照命令行事，一方急进，一方迟迟不动，出了问题，应由谁负责?请你赶快设法解决。"李仙洲便向四十六军参谋长杨赞谟下一口头命令，让四十六军火速攻击前进。韩浚看到四十六军先头部队确已出动，才回到西边平行线上自己的部队。李仙洲此时认为四十六军已不可靠，便把他的指挥所移到了七十三军军部。时已至上午8时。
2月23日上午10时，国军先头部队进至华野六纵十八师张家洼阻击阵地，师长饶守坤命令全线开火。国军蜂拥进至毛子庄、山头店地区小洼（吐丝口南7华里处）以南200米时，十八师五十三团、五十四团预置的200多挺轻重机枪堵击开火。
2月23日中午12时，国军全部脱离了莱芜城及矿山制高阵地后，陈、粟一声令下，各路大军开始从四面八方向拥挤在这狭窄长廊上的国军突击猛攻。
- 四纵首先抢占了莱芜城及矿山阵地，切断了突围之敌的退路。
- 一纵整队由西向东，以炮火轰击七十三军密集队形。七十三军伤亡盈野，失去掌握，北窜被六纵十八师迎截于邹家庄、毛子庄一线。
- 八纵二十二师抢占了张家洼以北一线高地，封闭了国军的前进道路
- 八纵二十四师速歼第四十六军之前卫部队一部，直插山头店一带，卡住了第七十三军的脖子
- 八纵二十三师则向四十六军后侧腰部展开攻击。

李仙洲调后续部队，以飞机掩护，以汽车开路，以步兵紧随，潮水般地向吐丝口方向涌来。七十三军越过吐丝口以南10华里处时，四十六军一个师的部队忽然越过自己的前进路线，向七十三军冲了过来，被七十三军十五师四十五团挡住。片刻之后，该部队乱窜乱扰，又朝着七十三军四十四团阵地冲过去。七十三军四十三团团长陈芳普立刻占领了一个小高地准备对四十六军开枪射击被劝阻。四十六军的另两个师也接窜离其前进路线，进抵西边平行线将七十三军的一九三师和十五师的部队完全冲乱，5个师搅成一团，指挥系统完全打乱。空军司令王叔铭在战场上空用无线电话向李仙洲建议：现在南自莱芜城，北至吐丝口，以及东、西两侧高地解放军向其围攻的部队很多，在这种情况下，反攻既不成功，突围更非易事，不如退回莱芜城及附近所占有利地点固守待援，至于粮食、弹药，王愿负责空投接济。李仙洲感到在此状态下退回城内亦非易事，固守待援更无希望，不如一鼓作气，突出重围。况且先头部队已距吐丝口不远，那里尚驻有新编第三十六师，可以协同作战，待到达吐丝口以北地区，再作第二步计划。李仙洲请求王叔铭指挥空军将吐丝口东南独立山头的解放军部队消灭，以利北上。 至23日14时左右两侧高地的华野部队已把国军部队截成数段。至15时，七十三军军长韩浚亲率1000余人冲开六纵十八师五十三团和五十四团结合部向东北逃窜。第十八师师长饶守坤电话命令五十二团政委彭冲："你马上组织出击，限15分钟封锁缺口!"至17时许，五万多国军被压缩到吐丝口以南垂杨、港里一带的一片沙滩和开阔地上芹村、高家洼东西仅三、四公里，南北仅一、二公里的狭小地域，突围无望，纷纷放下武器。至此除韩浚所率1000余人马突围途中，其余国军全部被歼。18时，陈毅、粟裕命令各参战部队离开战场，避免轰炸，进行休整，同时命令清点、看押好俘虏。
七十三军军长韩浚沿途聚集了三、四千人向吐丝口冲去。至吐丝口后才知新三十六师师长曹振铎部已被华野六纵歼灭。韩浚调头来向东冲向博山，沿途最多时达到万余人。四十六军一七五师师长甘成城在乱军中骑马被解放军击伤右脚俘虏。韩浚率众冲到青石关附近时，人数已由最多时的万余人减少到千余人了。韩浚身边的高参黄炎勋劝说一个精锐美械军败光了，回到南京方面无法交待，不如投降解放军。这时九纵二十五师七十三团截断了去路，俘虏了这1000余突围国军。韩浚让高参黄炎勋、特务连长卢铁锋向解放军喊话，说七十三军军长在这里，找解放军有事商量。解放军用担架将饥渴脱力的韩浚抬进到营部。

## 后续
此役在3天内歼李仙洲的第二绥靖区南进指挥所、第七十三军军部、整编第46师师部、所辖7个师5.6万余人，连同阻击部队及地方武装总计7万余人，第十二军新编第三十六师少将师长曹振铎逃回济南外，全部被歼灭，73军军长韩浚被俘。合計1万人伤亡，46805人被俘。解放军缴获各类火炮414门，掷弹筒139具，各种机枪2187挺，其他枪枝15700余枝，各种炮弹5.3万发，枪弹257万发，手榴弹20.8万枚，战马1027匹，电臺27部，击落飞机4架，击伤8架。
王耀武得知李集团全军覆没，当晚即令胶济路西段各部撤回济南。华东野战军乘胜反攻，占领了胶济路西段及其两侧十余座城镇，铁路线二百余公里。在华野主力在莱芜与李仙洲集团激战时，中共地方武装和民兵以游击战袭扰国军，破坏运输线，配合华野主力进行莱芜战役。与此同时，晋冀鲁豫野战军在鲁西南等地积极进攻，牵制了国军王敬久集团，有力地策应了华野的作战行动。战后，王耀武曾感叹：“五万多人，三天就被消灭光，就是放五万头猪，叫共军抓，三天也抓不完。”
此役，华野阵亡1459人，负伤2007人，其他减员388人，总计损失3800余人的代价，粉碎了国军南北夹击华野的企图，夺取了山东战区的主动权。至此，国军对山东战场的全面进攻即被粉碎，被迫改变进攻部署，暂时采取守势。

## 影响
莱芜战役使第二绥靖区损失惨重，剩余兵力只够防守济南、兖州两个战略要地，再也无力以机动兵力配合国军徐州剿总在山东发起的重点进攻。直至一年半后的济南战役，第二绥靖区司令官王耀武以下全军覆没。
战役后，国军徐州绥靖公署被撤销，薛岳被免职。王耀武在给李天霞的信中说：“莱芜战役，损失惨重，百年教训，刻骨铭心。”